# ザ・ドレス・アンド・コー・ヒデアキ・サカグチ
ザ・ドレス・アンド・コー・ヒデアキ・サカグチ（The Dress & Co. Hideaki Sakaguchi）は、日本のファッションデザイナー、坂口英明が2002年に発表したファッションブランド。株式会社エキスパートワークストウキョウが運営する。ブランドコンセプトは「エレガントを裏側から解釈した大人のクロージング」。ベースにあるミリタリー、ワークテイストをエレガントでロマンティックなスタイルに昇華させることを目的にシーズンコンセプトを加えて展開している。

## 概要
当初はデザイナーズメゾンを経て、JELLY GARCIA premium wearとしてブランドを開始。2004年CPH vision（コペンハーゲン）展に招待され海外展開を開始する。2009-2010AWよりブランド名を”The Dress & Co. Hideaki Sakaguchi”に改め、東京コレクション参加を開始。2010SSシーズンよりNYのOPENING CEREMONYと契約し、NYでの展示会もスタート。

## コレクションテーマ
The Barbizon Souvenirs
2010 Spring & Summer
Montparnasse Nocturne
2010-2011 Autumn & Winter
Bourgeoisie in Casablanca
2011 Spring & Summer

## 関連ブランド
- ロマーク